# شهرستان تیپراری
شهرستان تیپراری (به ایرلندی: Contae Thiobraid؛ به انگلیسی: County Tipperary) شهرستانی در ایرلند است که در استان مونستر واقع شده است.
شهرستان تیپراری بین سال‌های ۱۸۳۸ تا ۲۰۱۴ به دو شهرستان مجزا به نام‌های شهرستان‌های «تیپراری شمالی» و «تیپراری جنوبی» تقسیم شده بود که در ۳ ژوئن ۲۰۱۴ پس از انتخابات محلی و اصلاح قانون یکپارچه شد. این شهرستان نام خود را از شهر تیپراری گرفته و در اوایل قرن سیزدهم مدت کوتاهی پس از تهاجم نورمن ایرلند تأسیس شد. در سرشماری سال ۲۰۱۶ جمعیت کل شهرستان ۱۶۰٬۴۴۱ بوده است. بزرگترین شهرهای آن کلانمل، ننق و ثورلس هستند و شورای شهرستان تیپراری، دولت محلی این شهرستان بشمار می‌رود.

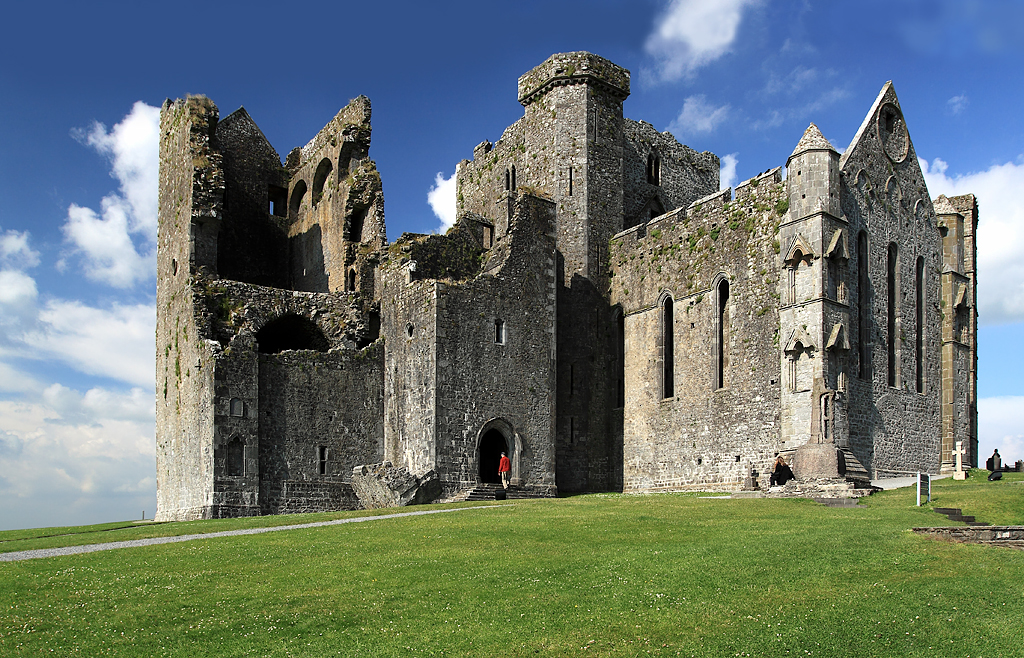
قلعه «راک آو کاشل» محل جلوس پادشاهان مونستر

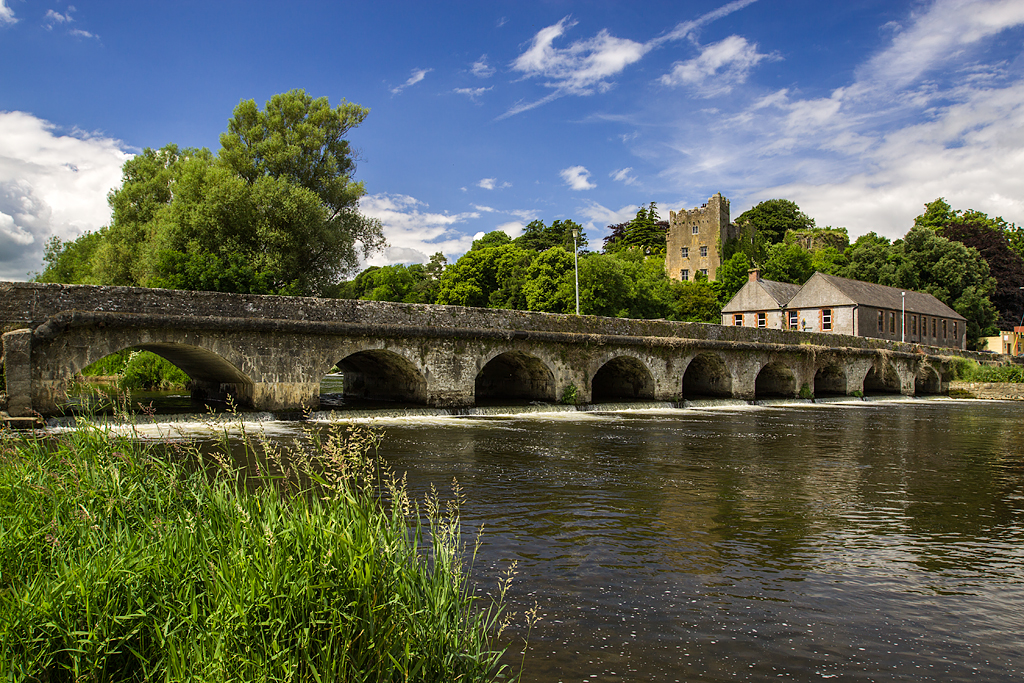
قلعه آردفینان

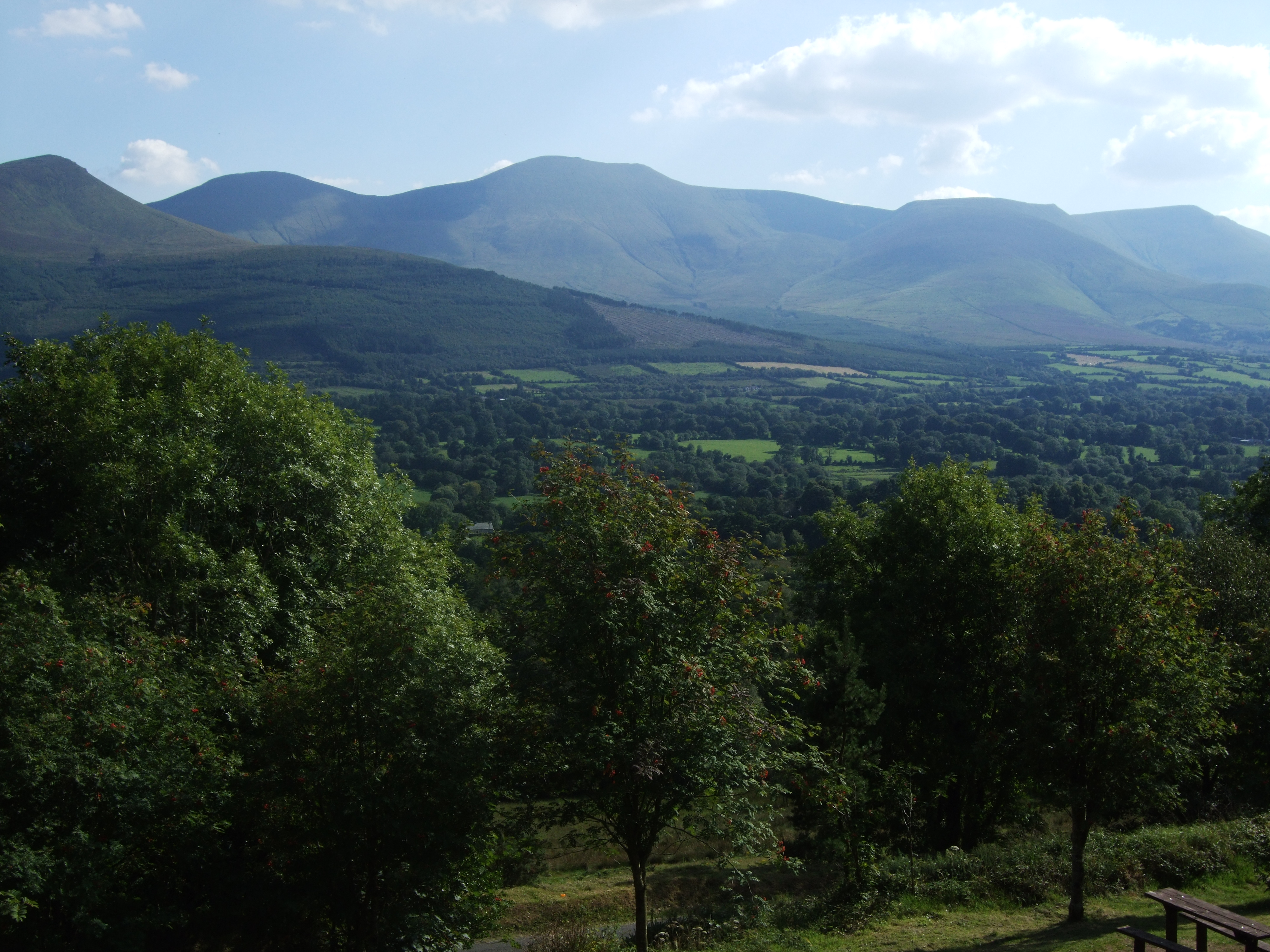
کوه‌های گالتی

## جغرافیا و جمعیت
از میان ۳۲ شهرستان ایرلند، شهرستان تیپراری از نظر مساحت ششمین شهرستان بزرگ و از نظر جمعیت دوازدهمین شهرستان پرجمعیت برآورد شده است. و از میان ۶ شهرستان مونستر، سومین بر اساس مساحت و جمعیت است. این شهرستان به دریا راه ندارد و در ایرلند بزرگترین شهرستان محصور در خشکی بشمار می‌رود. مرکز آن به عنوان گلدن واله شناخته می‌شود که در حوضه رودخانه سیور تا شهرستانهای لیمریک و کورک گسترش یافته است.

## بارونی‌ها
در این شهرستان دوازده بارونی یا قلمرو تاریخی بارون‌ها وجود دارد.